# Второ плаване на HMS Бигъл
Второто плаване на HMS Бигъл, от 27 декември 1831 г. до 2 октомври 1836 г., е втората научна експедиция на HMS Бигъл. Капитан е Робърт Фицрой, който поема командването при първото плаване, когато предишният капитан, Прингъл Стоукс, се самоубива. Фицрой желае да има специалист по геологията на борда, както и по естествознание, който да ги придружава като извънреден екиптаж. Чарлз Дарвин тогава е на 22 години, наскоро завършил университет, и се надява да посети тропиците, преди да стане пастор. По време на пътуването, Дарвин е повлиян силно от "Принципите на геологията" на Чарлз Лайъл. До края на експедицията Дарвин успява да се докаже като геолог и колекционер на вкаменелости, а публикуването на дневника му (познат по-късно като Пътуването на Бигъла) му дава широка известност като писател.

#### Работата на Дарвин по време на експедицията
Капитанът е длъжен да проследи проучването си чрез старателна документация. Дарвин също води ежедневен дневник, както и изпълва подробни тетрадки със своите находки и спекулации. Тетрадките на Дарвин показват висок професионализъм, който той вероятно е научил в Университета в Единбург докато записва бележки по естествена история от: обиколките си на бреговете на Фърт ъф Форт с брат си Еразъм през 1826 г.; от изучаването си на морските безгръбначни с Робърт Едмънд Грант през 1827 г. Дарвин също събира бръмбари в Кеймбридж, но по това време все още е бил начинаещ в повечето области на естествената история.
По време на пътуването Дарвин изследва малки безгръбначни, докато събира екземпляри от други същества за след прибирането на Бигъл в Англия, за да ги изследват и опишат експерти. Над оловината от внимателно организираните му бележки по зоология са за морски безгръбначни. Бележките също записват внимателно обосновани интерпретации относно сложната им вътрешна анатомия; Давин прави дисекция на екземпляри под микроскопа си, както и малки експерименти за реакция при стимулация. Наблюденията му на сушата включват сериозни аналитични коментари относно намерените същества и възможните причини за техните поведение, разпространение и връзка с природата. Той ползва отличната библиотека по естествена история на кораба, макар непрестанно да се съмнява в правдивостта им.
Геологията е „основното занимание“ на Дарвин в експедицията и бележките му по тази тема са почти четири пъти повече от бележките му по зоология. По време на пътуването той пише на сестра си, че „нищо не може да се сравнява с геологията; удоволствието от първите дни стрелба на яребици или от първите дни на лов не може да се сравни с намирането на хубава група от вкаменени кости, които разказват историята си от миналото с почти жив език“. За него изследването на геологията позволява по-точни разсъждения, което пък му позволява да извежда нови теории.